# Rostschwanzdrossel
|  | Dieser Artikel wurde aufgrund von formalen oder inhaltlichen Mängeln in der Qualitätssicherung Biologie im Abschnitt „Vögel“ zur Verbesserung eingetragen. Dies geschieht, um die Qualität der Biologie-Artikel auf ein akzeptables Niveau zu bringen. Bitte hilf mit, diesen Artikel zu verbessern! Artikel, die nicht signifikant verbessert werden, können gegebenenfalls gelöscht werden. Lies dazu auch die näheren Informationen in den Mindestanforderungen an Biologie-Artikel. Begründung: Taxon wurde in zwei Arten aufgeteilt, außerdem sehr dürftiger Artikel |

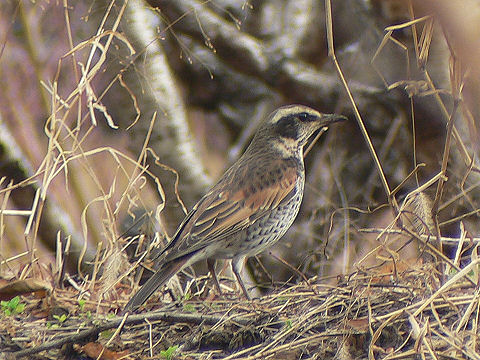
Die Rostflügeldrossel (Turdus eunomus) wurde früher als Unterart betrachtet

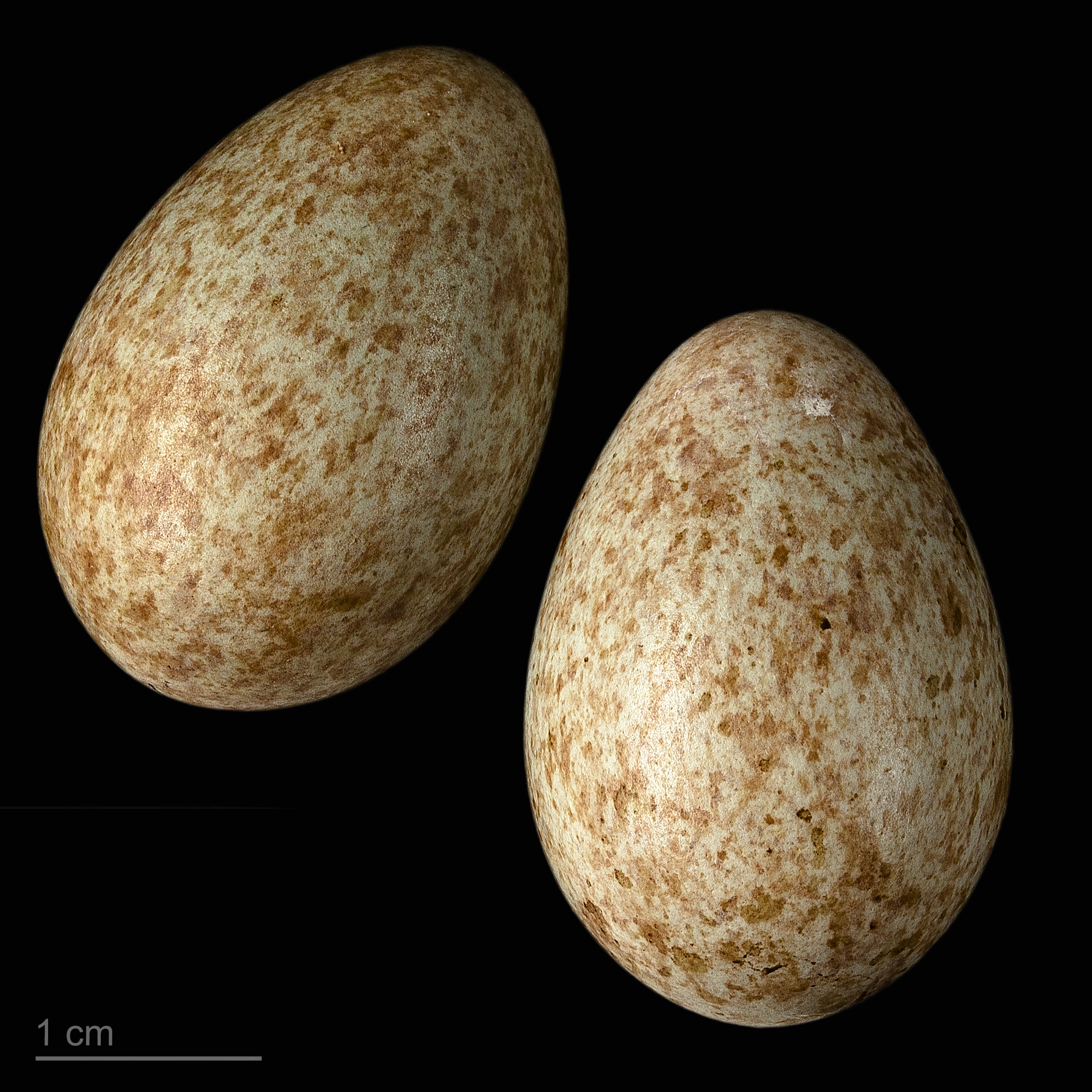
Turdus naumanni, Sammlung Museum von Toulouse

Die Rostschwanzdrossel (Turdus naumanni) auch Naumanndrossel ist ein Singvogel aus der Familie der Drosseln (Turdidae).

## Merkmale
Die Oberseite ist graubraun. Brust und Flanken sind auf weißem Grund kräftig rostrot gefleckt.  Der Schwanz ist rostrot. Die Rostschwanzdrossel ist Brutvogel im südlichen Mittel- und Ostsibirien. Umherstreifende Vögel gelangen selten bis Mittel- und Westeuropa.

## Stimme
Ihr Ruf „quapos“ wird oft mit dem der Wacholderdrossel verwechselt, ihr Gesang ähnelt dem der Rotdrossel.

## Unterarten
Die Rostschwanzdrossel gilt als monotypisch. Früher wurde die Rostflügeldrossel (Turdus eunomus Temminck, 1831) als deren Unterart geführt.